# Alexandr Pogorelov
Alexandr Gennaďjevič Pogorelov (rusky Александр Геннадьевич Погорелов; * 10. ledna 1980, Železnogorsk, Sovětský svaz) je ruský atlet-vícebojař. V roce 2009 získal bronzovou medaili v desetiboji na mistrovství světa v Berlíně výkonem 8528 bodů, což je zároveň jeho osobní rekord.

## Osobní rekordy
(z venkovního desetiboje, není-li upřesněno)
- Běh na 100 metrů 10,86 s
- Skok daleký 774 cm (v hale 780 cm)
- Vrh koulí 16,65 m (v hale 16,86 m)
- Skok vysoký 215 cm
- Běh na 400 metrů 50,16 s
- Běh na 110 metrů překážek 14,14 s
- Hod diskem 50,17 m
- Skok o tyči 510 cm
- Hod oštěpem 65,57 m
- Běh na 1500 metrů 4:47,00 min

- Desetiboj 8528 bodů (2009)
- Sedmiboj (hala) 6229 bodů (2006)

## Doping
V srpnu 2016 byl, po více než osmi letech od olympiády v Pekingu, diskvalifikován ze čtvrtého místa po objevení zakázaného turinabolu. Všechny výsledky mezi léty 2008 až 2010 byly anulovány.